# C-27J Спартан
„C-27J Спартан“ е военнотранспортен самолет от среден клас. Производител е италианската Аления Аеронавтика.
Производен е на модела G.222 с добавени двигатели от C-130J Super Hercules, производство на „Локхийд Мартин“. Използва се като транспортен самолет във Военновъздушните сили на САЩ.
Италия получава своя първи C-27J през октомври 2006 г. Италианските военновъздушни сили разпологат два такива самолета в Афганистан на 12 септември 2008 г. за да поддържат операциите на НАТО в тази територия. На 13 ноември 2007 г. Българските военновъздушни сили получават един самолет C-27J Спартан, а на 25 септември 2008 г. САЩ получават първия си C-27J.

## Техническа спецификация
| C-27J Спартан                    | C-27J Спартан                                                                                 |
| Параметър                        | Показател                                                                                     |
| -------------------------------- | --------------------------------------------------------------------------------------------- |
| Екипаж                           | двама пилоти и щурман при необходимост                                                        |
| Капацитет                        | 60 войника, или 46 парашутисти за възд. десант, или 6 души мед. персонал и 36 места за ранени |
| Дължина, m                       | 22,7                                                                                          |
| Разпереност, m                   | 28,7                                                                                          |
| Височина на опашката, m          | 9,64                                                                                          |
| Площ на крилото, m2              | 82                                                                                            |
| Двигатели                        | 2 × Rolls-Royce AE2100-D2A турбовитлов                                                        |
| Мощност                          | 2 x 3460 kW/ 4640 hp                                                                          |
| Въздушен винт                    | 6 лопати Dowty Propeller 391/6-132-F/10, диаметър 4,15 m                                      |
| Макс. скорост, km/h              | 602                                                                                           |
| Крайцерска скорост, km/h         | 583                                                                                           |
| Минимална скорост, km/h          | 194 (105 kn)                                                                                  |
| Далечина на полет, km            | 1852 km при 10 000 kg товар, 4260 km при 6000 kg товар                                        |
| Максимална далечина на полет, km | 5930 (при скорост 500 km/h и в зависимост от товара)                                          |
| Тип на фюзелаж                   | Тесен                                                                                         |
| Максимална височина на полет, m  | 9144                                                                                          |
| Тегло празен, kg                 | 17 000                                                                                        |
| Тегло полетно, kg                | 30 500                                                                                        |
| Макс. тегло на излитане, kg      | 31 800                                                                                        |

## Оператори
- България
  - Българските военновъздушни сили имат 3 самолета. Първоначалният договор предвижда общо 5 самолета, но заради финансови затруднения изискването е намалено до 3.
- Гърция
  - Военновъздушните сили на Гърция са поръчали 12 самолета (8 доставени).
- Италия
  - Военновъздушните сили на Италия са поръчали 12 самолета, в пълна конфигурация (цифрова карта, HUD, въздушни сонди за презареждане на горивото) (8 доставени).
- Литва
  - Военновъздушните сили на Литва имат 3 самолета (2 доставени).
- Мароко
  - Кралските военновъздушни сили на Мароко са поръчали 4 самолета.
- Румъния
  - Военновъздушните сили на Румъния имат 7 самолета (първият Спартан трябва да бъде доставен до средата на 2009 г., и други 6 са очаквани до 2012).
- Словакия
  - Военновъздушните сили на Словакия имат поне 2 поръчани самолета.[4]
- САЩ
  - Армия на САЩ – необходимост от поне 75 самолета. Първият доставен през септември 2008.
  - Военновъздушни сили на САЩ – изискване до 70 самолета.

## Подобни самолети
- Антонов Ан-178
- Локхийд C-130 Херкулес